# Vincent Gale
Pour les articles homonymes, voir Gale.
Vincent Gale est un acteur de cinéma et de télévision canadien.

## Biographie
Il a remporté un Prix Génie en 2002 pour Last Wedding.

## Filmographie

### Cinéma
- 1984 : Isaac Littlefeathers (en) : Zennon Varco
- 1987 : Le Bal de l'horreur 2 : Hello Mary Lou (Prom Night II) : Rejected Boy
- 1989 : Bye Bye Blues (en) : Will Wright
- 1991 : Crooked Hearts : Charley's Friend
- 1991 : Run : Bowler
- 1997 : True Heart : George
- 1998 : Dirty : Ethan
- 2000 : Trixie : Sid Deflore
- 2001 : InuYasha, film 1 - Au-delà du temps : Menomaru (voix, version anglaise)
- 2001 : Last Wedding : Shane
- 2002 : Punch (en) : Irwin
- 2004 : Final Cut : Simon
- 2005 : Fugitives Run : Bernie
- 2006 : Firewall : Willy
- 2007 : American Venus (en) : Crack Dealer
- 2008 : Mothers & Daughters (en) : Dinner Party Invité Vincent (en tant que Vince Gale)
- 2009 : Alien Trespass : Stiles
- 2009 : Excited (en) : Jeff
- 2010 : Fathers & Sons (en) : Vince
- 2014 : Big Eyes : Tipsy Man
- 2014 : Hector et la Recherche du bonheur : Clara's Boss
- 2016 : Brain on Fire : Dr. Samson
- 2017 : La Montagne entre nous : Airline Customer Service

### Courts-métrages
- 1998 : The Alley
- 2002 : The Space Between
- 2003 : Do Not Disturb
- 2007 : Swap
- 2008 : In Translation
- 2016 : Burghers of Vancouver

### Télévision

#### Séries télévisées
- 1980 : The Lost Tribe : James
- 1986 : Hamilton's Quest (en)
- 1990 : Le Ranch de l'espoir (Neon Rider)
- 1990 : MacGyver : Duke Lyman
- 1991 : 21 Jump Street : Fingers
- 1994 : Highlander : Lattimore
- 1995 : Lonesome Dove: The Outlaw Years
- 1996 : Two : Kevin
- 1997-1999 : La Loi du colt (en) (Dead Man's Gun) : Cullen / Tyree
- 1998 : FX, effets spéciaux : Gary
- 1998-2000 : Au-delà du réel : L'aventure continue : Walt / Dooley McMahon / Corporal Hawthorne
- 1999-2001 : Sherlock Holmes au 22e siècle : Invité Voice
- 1999-2002 : Coroner Da Vinci (Da Vinci's Inquest) : Alfie / Pete Kowalski
- 2000 : First Wave : Peter Mincer
- 2000 : Sept jours pour agir : Lt. Col. Sergei Potenkin
- 2000-2003 : X-Men: Evolution : Duncan Matthews
- 2000-2004 : Cold Squad, brigade spéciale : Grant Chilton
- 2001 : Big Sound (en) : Peter Osgood
- 2001 : Strange Frequency : Chris
- 2002 : Édition spéciale (en) (Breaking News) : Quentin Druzinski
- 2002 : Jeremiah : Cord Geary
- 2002 : Monk : Jesse Goodman
- 2002 : Special Unit 2 : Martinez
- 2002 : Stargate SG-1 : Deputy / Agent Cross
- 2003 : Dead Zone : Joe Foster
- 2003 : Queer as Folk : Mark
- 2005-2009 : Battlestar Galactica : Chief Peter Laird
- 2006 : Intelligence : Randall
- 2006-2017 : Supernatural : Boyd Loughlin / Viggo / Evan Hudson
- 2007 : Everest (mini-série) : John Amatt
- 2007 : Dragon Boys (en) : Cpl. Dan 'Crow' Cromartie
- 2007 : Eureka : Dr. Todd
- 2007 : Les 4400 : Jack Delphy
- 2007 : Masters of Science Fiction : Jack Valentine
- 2007 : Painkiller Jane : Ray Stanley
- 2009 : Fringe : Dobbins
- 2010 : Human Target : La Cible : Detective Simms
- 2010-2011 : Sanctuary : Nigel Griffin
- 2010-2011 : Stargate Universe : Morrison
- 2011 : SGU Stargate Universe Kino : Morrison
- 2011 : Chaos : Schmidt
- 2011 : L'Heure de la peur (R.L. Stine's The Haunting Hour) : Mr. Dunwood
- 2011 : True Justice : Mike
- 2012 : Blackstone : Detective Deacon
- 2013 : Motive : Randy Sprague
- 2013-2014 : Bates Motel : Gil
- 2014 : Psych : Enquêteur malgré lui : Mr. Grouse
- 2015 : Reign : Le Destin d'une reine : Lord Akers
- 2015 : Ties That Bind : Terrence
- 2016 : Arrow : Pyotr Friedkin
- 2016 - 2020 : Van Helsing : Flesh
- 2017 : Les Voyageurs du Temps : Traveler 0029
- 2020 : "Snowpiercer" : Robert Folger(saison 1)

#### Téléfilms
- 1984 : Le Duel des héros : Acting Troupe
- 1989 : Last Train Home : Edward Mallandaine
- 1997 : Major Crime : Dean Hedican
- 1998 : Every Mother's Worst Fear : Drew Pederson
- 1998 : Killers in the House : Louis Sykes
- 1998 : L'Écho de la peur : Jimmy
- 1998 : The Escape : Newby
- 1999 : Dangereuse révélation : Def. Atty. Travis Wysocki
- 1999 : Le pacte de la haine : Richard Parker
- 2002 : Strange Frequency 2 : Chris (segment "Cold Turkey")
- 2003 : Les Aventuriers des mondes fantastiques : Ellwood (non crédité)
- 2004 : The Twelve Days of Christmas Eve : Drew Quinn
- 2005 : 14 Hours : Finnegan
- 2005 : Meurtre au Presidio : Private Brooks
- 2006 : Ciel de feu : Nathan
- 2006 : Pour te revoir un jour : Detective Mike Dansbury
- 2006 : Rapid Fire : Manny
- 2007 : Battlestar Galactica: Razor : Peter Laird
- 2007 : Second Sight : Mr. Raskind
- 2008 : Mariage par correspondance : Ghost
- 2009 : Abusée sur internet : Dr. Brian Doyle
- 2010 : La Grève de noël : Keith
- 2010 : The Cult : Dr. Frank Hollingshurst
- 2013 : La Femme la plus recherchée d'Amérique : Detective Murphy
- 2013 : Un tueur au visage d'ange : Mike McDermott
- 2014 : Disparitions suspectes : Wexler Klint
- 2014 : Le Pire des mensonges : Hodge
- 2015 : A Mother's Instinct : Chris Betnner
- 2015 : Coup de foudre en sursis : Photographer
- 2015 : Radio romance : Brad
- 2015 : Ungodly Acts : Gary
- 2016 : Dangereuse thérapie : Alex Kozlov
- 2016 : On the Farm (en) : Sergent Zimmer
- 2016 : Qui a tué la petite JonBenet? : ADA Hofstrom
- 2016 : Un Noël paradisiaque : Patrick
- 2017 : All of My Heart: Inn Love : Roger Bailey

## Nominations et récompenses
- 1998 : nommé pour Major Crime
- 2002 : Meilleur acteur dans un second rôle dans Last Wedding lors de la 22e cérémonie des prix Génie
- 2011 : nommé pour Fathers & Sons